# Nicolae Alexei
Nicolae Alexei (n. 9 august 1948, Recea, Strășeni) este general și politician din Republica Moldova.
A fost semnatar al Declarației de independență (la 27 august 1991) și deputat în primul parlament al Republicii Moldova (1990-1994). A mai deținut funcția de director al Departamentului de Combatere a Crimei Organizate și Corupției (DCCOC) între anii 1997-2001.

## Biografie

### Educație
Nicolae Alexei s-a născut pe 9 august 1948 în satul Recea, raionul Strășeni. A absolvit Facultatea de Drept din cadrul Universității de Stat a Moldovei, obținând ulterior titlul științific de Doctor în drept.

### Activitate profesională
La data de 7 aprilie 1997, Nicolae Alexei a fost numit în funcția de director al Departamentului de Combatere a Crimei Organizate și Corupției (DCCOC). Președintele Petru Lucinschi i-a acordat, la 20 mai 1998, gradul special de general-maior de poliție. A fost destituit din funcție prin ordinul ex-ministrului de Interne, Victor Catan, pe motiv de “abuz în serviciu” și comercializarea ilegală a “corpurilor delicte”, confiscate de la contrabandiști.
Generalul Alexei a jucat un rol-cheie în numirea Guvernului Dumitru Braghiș, Partidul Popular Creștin Democrat condiționând sprijinirea guvernului de restabilirea lui Alexei în funcție. La 31 decembrie 1999, în “Monitorul Oficial” este publicată Hotărârea Guvernului cu privire la “restabilirea în organele Afacerilor Interne a general-maiorului de poliție Nicolae Alexei”, acesta fiind numit în funcția de viceministru de Interne.
Generalul Alexei a candidat la alegerile parlamentare din 25 februarie 2001 pe listele Partidului Popular Creștin Democrat, fiind ales ca deputat. În iulie 2001, prin votul a 65 de deputați comuniști și doi deputați din Alianța „Braghiș”, împotrivă fiind exprimate patru voturi, generalului i s-a retras imunitatea parlamentară, iar dosarele penale intentate la adresa sa au fost redeschise. Alexei a respins toate acuzațiile care i se aduceau, calificându-le drept o “încercare de răfuială politică”.
În ianuarie 2004, Curtea Supremă de Justiție din Republica Moldova l-a condamnat pe generalul-deputat Nicolae Alexei la cinci ani de închisoare cu suspendare, interzicându-i-se dreptul de “a deține funcții de răspundere timp de trei ani”.
La data de 19 ianuarie 2005, deputatul Nicolae Alexei a fost ales în funcția de președinte al Partidului Dreptății Social-Economice din Moldova (PDSEM), formațiune politică condusă anterior de Marina Livițchi. În februarie 2005, Plenul Curții Supreme de Justiție l-a grațiat pe general. Pe 3 martie 2007, sub conducerea lui Alexei, PDSEM și-a schimbat denumirea în Partidul Legii și Dreptății.
La alegerile parlamentare de pe 5 aprilie 2009 din Republica Moldova Nicolae Alexei a participat pe lista candidaților Uniunii Centriste din Moldova.
În toamna anului 2014, în contextul alegerilor parlamentare din Republica Moldova, Nicolae Alexei s-a alăturat formațiunii conduse de controversatul politician și businessman Renato Usatîi, ținându-se și o conferință de presă pe acest subiect. Deși inițial s-a declarat că el va fi printre primii în lista candidaților partidului „Patria” la funcția de deputat, la prezentarea listei candidaților partidului la Comisia Electorală Centrală s-a constatat Nicolae Alexei lipsește din listă.

## Distincții și decorații
- Ordinul Republicii (2012)[13]
- Medalia „Meritul Civic” (1996)[14]